# Hartford Courant
Hartford Courant  é um jornal fundado em 1764 em Connecticut, Estados Unidos, por Thomas Green. A sua sede, na Broad Street, fica a uma curta distância do Capitólio Estadual de Connecticut.

## Sobre
O jornal se descreve em seu website como: "O Hartford Courant Media Group é a principal organização de notícias em Connecticut. (...) Fundado em 1764, o Courant é o mais antigo jornal continuamente publicado na América e o maior diário do estado [de Connecticut]. Nossa missão é mostrar a verdade todos os dias. Trazemos as histórias mais importantes para você, escritas sem preconceitos, para que você possa tomar decisões informadas. O jornalismo do Courant, vencedor do Prêmio Pulitzer, trabalha para proteger seus interesses, ajudá-lo a navegar no seu dia-a-dia e contar as histórias que o conectam as comunidades onde você vive e trabalha. Estamos sediados em Hartford, Connecticut, e fazemos parte do portfólio da Tribune Publishing Company." 

## Prêmios Pulitzer

Logomarca do jornal

## Prêmios Pulitzer[carecede fontes?]

### Vencedores
- Robert S. Capers e Eric Lipton ganharam o Prêmio Pulitzer 1992  por suas séries sobre como um espelho defeituoso construído na Perkin-Elmer Corporation de Connecticut imobilizou o Telescópio Espacial Hubble.
- A direção do Hartford Courant  ganhou o Prêmio Pulitzer 1999 pela cobertura, em sua seção Breaking News supervisores, de um funcionário de uma lotérica no Connecticut que matou quatro pessoas.

### Indicações
- Nancy Tracy foi finalista do prêmio Pulitzer de 1984 por sua representação de Meg Casey, vítima de progéria (envelhecimento prematuro).
- Os repórteres Mike McIntire e Jack Dolan foram finalistas do Prêmio Pulitzer 2001  por seu trabalho investigativo sobre erros de médicos que levaram a ações disciplinares.
- O fotojornalista Brad Clift foi finalista do prêmio Pulitzer 2003 na categoria "fotografia de longa-metragem" por sua série de fotos "Heroin Town", que mostrava o uso de heroína no Willimantic.
- Lisa Chedekel e Matthew Kauffman foram  finalistas do Prêmio Pulitzer 2007 por seu trabalho investigativo sobre as taxas de suicídio entre soldados americanos no Iraque, o que levou a ações nas Forças Militares e no Congresso referentes aos dados revelados na reportagem.
- A direção do Hartford Courant foi finalista do Prêmio Pulitzer 2013 por sua cobertura do massacre na Sandy Hook Elementary School em 2012.